# Otto Moll
Otto Hermann Wilhelm Moll, född 4 mars 1915 i Hohen Schönberg, död 28 maj 1946 i Landsberg am Lech, var en tysk SS-Hauptscharführer som bland annat tjänstgjorde i Auschwitz-Birkenau, Ravensbrück och Dachau. År 1942 blev han chef för krematorierna i Birkenau.

## Biografi

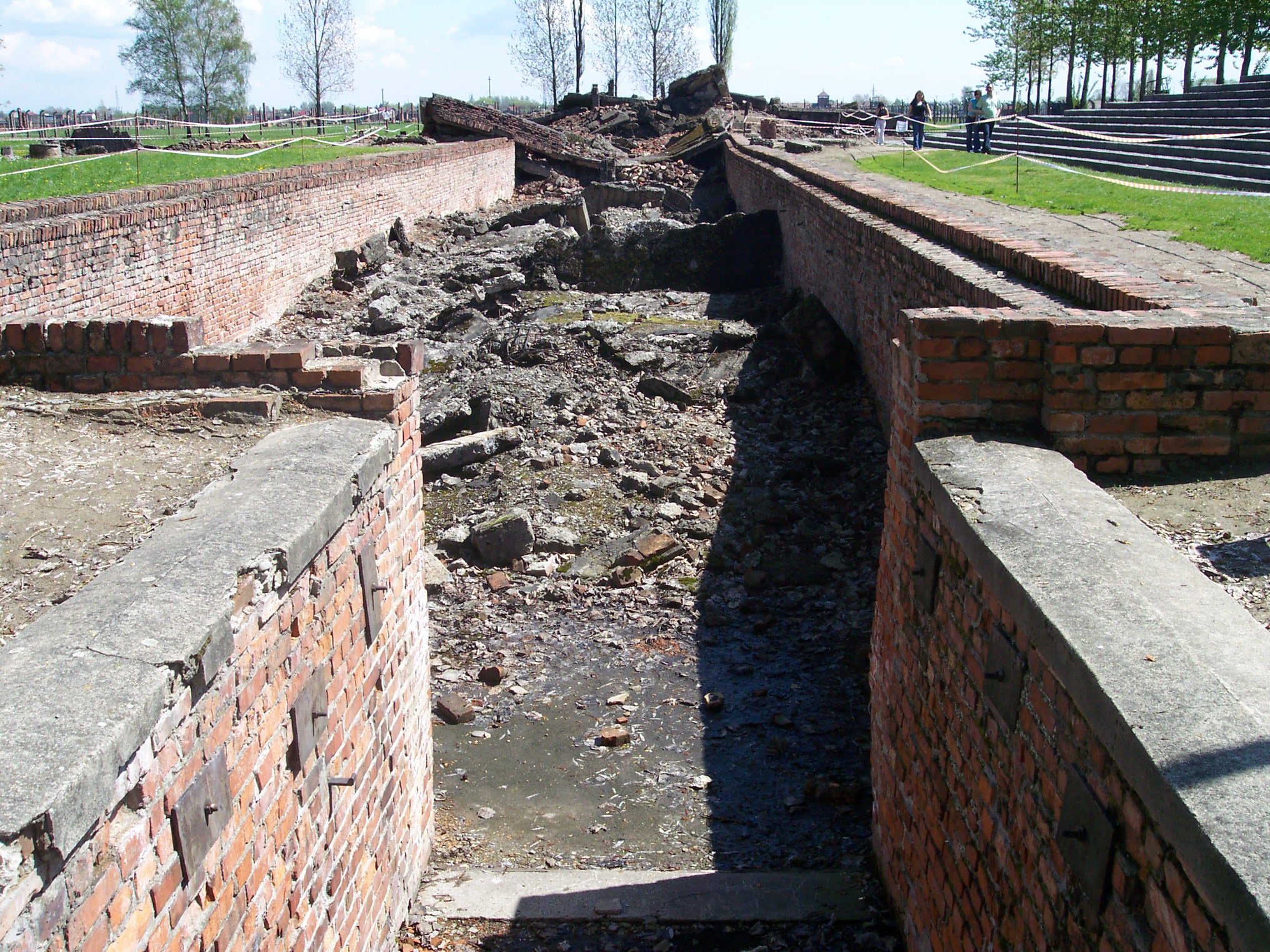
Ruinerna efter krematorium III i Auschwitz-Birkenau.

Otto Moll var ursprungligen trädgårdsmästare. Han kommenderades till Auschwitz i maj 1941. Året därpå fick han till uppgift att leda det Sonderkommando som grävde upp och brände liken av de människor som hade gasats i Bunker I ("röda huset") och Bunker II ("vita huset"). Han utsågs i samband med detta till chef för krematorierna i Birkenau. Dessa var i juni 1943 fyra till antalet. I september 1943 befordrades Moll till chef för satellitlägret Fürstengrube. Under en månad, i april 1944, var han chef för satellitlägret Gleiwitz I.
I början av maj 1944 kallades den tidigare lägerkommendanten Rudolf Höss ånyo till Auschwitz för att leda massmordet på de ungerska judarna. Höss kallade Moll från Gleiwitz-lägret för att leda kremeringarna. Italienaren Shlomo Venezia (1923–2012), som överlevde Auschwitz, beskriver Moll som en sadist och ursinnig best. Enligt vittnet Shlomo Dragon dödade Moll egenhändigt spädbarn.
Efter andra världskriget ställdes Moll inför rätta vid Dachaurättegången, dömdes till döden och avrättades.